# Le Hameau des mirabelliers
Le Hameau des mirabelliers est un roman de Michel Caffier publié en 1998.

## Résumé
Ce hameau est situé au-dessus de Pompey, près de Nancy, là où la Meurthe se jette dans la Moselle, où les saumons ont disparu. En 1870, quelques jours après la déclaration de guerre, c'est le repli, et les Prussiens occupent la Lorraine. Un an plus tard, un maître de forges de Metz, occupé, achète des terrains à Pompey pour se réinstaller. Marthe, 20 ans, institutrice, est hébergée au hameau, elle épouse Léon et ils ont Louis. Léon et ses deux frères vont travailler à l'aciérie. En 1873, les Allemands partent. Pompey compte 2 600 habitants contre 100 avant 1870. En 1887, Léon est élu président du syndicat des ouvriers qui entament une grève. Gustave, jumeau de Léon, reprend la menuiserie où il travaillait. La fonderie fournit les pièces de la tour Eiffel et Léon va visiter le chantier. Marthe le quitte et se met avec Gustave. Louis embauche dans une menuiserie à Nancy et épouse Pauline, d'origine allemande, en 1900, sans le consentement de Léon. Ils ont Pierre. En 1914, Louis est mobilisé et confie Pauline et Pierre à Léon qui fait planter des mirabelliers à Pierre, pour poursuivre la tradition.